# Stylianos Venetidis
Stelios Venetidis (în greacă Στέλιος Βενετίδης; n. 19 noiembrie 1976, Larissa, Grecia) este un fost fundaș grec, care a evoluat pentru AE Larissa pe poziția de fundaș stânga, dar putea juca și pe postul de mijlocaș stânga.
El a fost un jucător constant și calm, calități care i-au oferit șansa de a juca pentru echipe de fotbal de vârf din Grecia și de a fi un component important pentru echipa națională de fotbal a Greciei, jucând și în 3 partide la UEFA Euro 2004. S-a retras în mai 2012.

## Titluri

### Club
PAOK
- Cupa Greciei: 2001

Olympiacos
- Campionatul Greciei : 2002, 2003, 2005, 2006
- Cupa Greciei : 2005, 2006
- Cupa Greciei : 2002, 2004 finalist

Larissa
- Cupa Greciei : 2007
- Supercupa Greciei : medalia de argint 2007

### Internațional
Grecia
- Campionatul European: 2004